# Katastrofa B-52 w bazie Fairchild
Katastrofa B-52 na lotnisku Bazy Sił Powietrznych Fairchild – katastrofa lotnicza, która wydarzyła się 24 czerwca 1994 roku. W zderzeniu z ziemią należącego do USAF bombowca strategicznego B-52H zginęła cała czteroosobowa załoga wykonująca lot treningowy. Podczas feralnego lotu pierwszym pilotem maszyny o kodzie wywoławczym Czar 52, stacjonującej w Bazie Sił Powietrznych Fairchild był podpułkownik Bud Holland, który w czasie wykonywania bardzo głębokiego zakrętu przekroczył graniczne parametry lotu, doprowadzając do przeciągnięcia i utraty sterowności. Ze względu na bardzo niski pułap wykonywanej ewolucji niemożliwe było odzyskanie panowania nad maszyną i w konsekwencji nastąpiło zderzenie z ziemią. Zdarzenie zostało utrwalone na taśmie filmowej i było wielokrotnie prezentowane przez środki masowego przekazu.
Komisja badająca okoliczności katastrofy doszła do wniosku, że łańcuch zdarzeń prowadzących do wypadku był bezpośrednio związany z osobowością i zachowaniem Hollanda, brakiem reakcji jego przełożonych na to zachowanie oraz sekwencją zdarzeń, które zaszły podczas nieszczęśliwego lotu. Dziś katastrofa ta i okoliczności jej zajścia są wykorzystywane w wojskowych i cywilnych środowiskach lotniczych jako studium do nauczania zarządzania zasobami ludzkimi. Ponadto zapis zdarzenia jest często wykorzystywany przez Siły Powietrzne i Armię Stanów Zjednoczonych podczas szkoleń na temat bezpieczeństwa, jako przykład ważności przestrzegania regulaminów i zwracania uwagi każdemu, kto narusza procedury bezpieczeństwa.

## Katastrofa

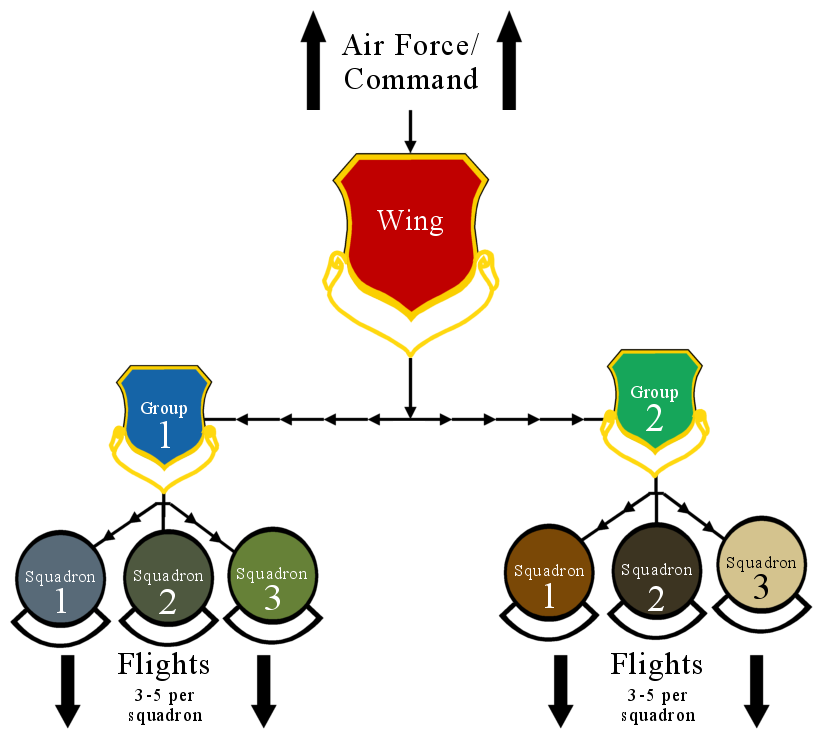
Podstawowa struktura dowodzenia skrzydła/grupy/dywizjonu w USAF

O godzinie 7.30 czasu lokalnego (UTC-8) 24 czerwca 1994 w Bazie Sił Powietrznych Fairchild w stanie Waszyngton, stacjonująca tam załoga samolotu B-52H, przygotowywała się do lotu treningowego przed zbliżającymi się pokazami lotniczymi, gdzie miała zaprezentować przelot bombowca. Załoga składała się z trzech pilotów: ppłk. Arthura "Buda" Hollanda (46 lat), ppłk. Marka McGeehana (38), płk. Roberta Wolffa (46) oraz operatora systemów uzbrojenia i radionawigatora ppłk Kena Hustona (41). Holland pełnił podczas lotu funkcję dowódcy, McGeehan drugiego pilota, a Wolff obserwatora i nadzoru bezpieczeństwa. Na co dzień Holland był szefem działu standaryzacji i oceny 92 skrzydła bombowego, McGeehan dowódcą 325 eskadry bombowej, a Wolff zastępcą dowódcy 92 skrzydła bombowego. Houston pełnił funkcję oficera operacyjnego 325 eskadry bombowej.
Plan lotu zakładał serię przelotów na niskim pułapie, zakręty z 60-stopniowym przechyłem, gwałtowne wznoszenie i symulację lądowania na pasie numer 23 bazy Fairchild. Lot ten miał być ostatnim w karierze pułkownika Wolffa (ang. "fini flight"), tradycyjnym pożegnaniem ze służbą. Zgodnie ze zwyczajem krótko po lądowaniu odchodzący ze służby oficer miał spotkać się na przyjęciu ze znajomymi, przyjaciółmi, współpracownikami i być przez nich polewany wodą, dlatego zarówno żona Wolffa jak i wielu jego przyjaciół znajdowało się na lotnisku, aby obserwować lot i uczestniczyć w ceremonii, która miała nastąpić zaraz po nim. Żona i dwaj najmłodsi synowie McGeehana obserwowali lot z podwórka jego mieszkania znajdującego się nieopodal.
B-52 wystartował do feralnego lotu o 13.58 i bez problemów wykonał większość z zaplanowanych elementów pokazu. Podczas przygotowań do symulacji lądowania na pasie numer 23 (dotknięcie kołami powierzchni pasa i poderwanie maszyny bez zakończenia procedury lądowania), polecono załodze wykonanie kolejnego kręgu nad lotniskiem i powtórzenie podejścia, ze względu na znajdujący się na pasie startowym powietrzny tankowiec KC-135 Stratotanker, który chwilę wcześniej wylądował i nie zdążył opuścić drogi startowej. Utrzymując wysokość względną około 75 metrów (250 stóp) Holland przez radio połączył się z wieżą kontroli lotów i poprosił o pozwolenie na wykonanie kręgu z zakrętem w lewo, na co uzyskał zgodę. Bombowiec B-52 rozpoczął zakręt w lewo naokoło wieży, zaczynając manewr w okolicy środka pasa startowego. Za wieżą kontrolną znajdowała się strefa zakazu lotów, prawdopodobnie ze względu na znajdujące się tam magazyny broni nuklearnej, dlatego aby uniknąć lotu w zakazanym obszarze Holland rozpoczął niebezpiecznie ciasny i ze znacznym przechyleniem maszyny zakręt, utrzymując pułap około 75 metrów. Po przebyciu około 3/4 okręgu, o godzinie 14.16, samolot pogłębił przechył na skrzydło, przekraczając kąt 90 stopni i gwałtownie tracąc wysokość uderzył o ziemię, eksplodując i grzebiąc w swych szczątkach całą czteroosobową załogę. McGeehan podjął próbę katapultowania się, ale sekwencja wyrzucania fotela z samolotu została przerwana uderzeniem maszyny o ziemię zanim zdążył on opuścić kabinę. Poza załogą nie odnotowano żadnych postronnych ofiar wypadku ani rannych. Katastrofa została zarejestrowana na taśmie filmowej i była wielokrotnie pokazywana w różnych serwisach informacyjnych.

## Dochodzenie

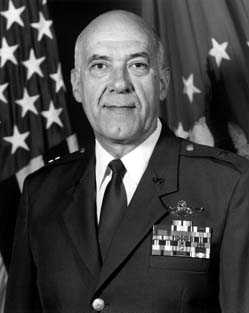
Kierujący dochodzeniem w sprawie katastrofy generał brygady Orin L. Godsey (USAF)

Natychmiast po katastrofie podjęto dochodzenie pod kierownictwem Szefa Bezpieczeństwa USAF generała brygady Orina L. Godseya. Komisja opublikowała pierwszy raport na temat katastrofy 10 sierpnia 1994 roku, a ostateczna ocena dochodzeniowa została opracowana 31 stycznia 1995 roku. Raport bezpieczeństwa USAF został udostępniony tylko pracownikom Departamentu Obrony i nie został oficjalnie upubliczniony. Komisja do spraw badania wypadków lotniczych (AFR 110-14 Investigation) opublikowała w 1995 roku własny raport, którego treść w przeciwieństwie do raportu USAF została podana do wiadomości publicznej.
Komisja AFR 110-14 stwierdziła, że do wypadku doprowadziło kilka czynników, włącznie z samym przebiegiem katastrofy, osobowością i wcześniejszym zachowaniem pilota Buda Hollanda, brak reakcji przełożonych mających na celu jego zdyscyplinowanie, plan i wykonanie misji oraz inne czynniki ludzkie i środowiskowe.

### Przebieg katastrofy
W wyniku dochodzenia wykazano, że gdy B-52 rozpoczął zakręt dookoła wieży, jego prędkość wynosiła 337 km/h (182 węzły). Pomimo że Holland zwiększył moc silników po wejściu w zakręt, zrobił to jednak zbyt późno, by utrzymać prędkość maszyny, ponieważ jej silniki turbinowe potrzebują 8 sekund, by zareagować na ruch dźwigni ciągu. Chociaż prędkościomierz był widoczny dla wszystkich czterech członków załogi, nikt nie podjął działań przeciwdziałających spadkowi prędkości maszyny. Osiem sekund przed uderzeniem w ziemię prędkościomierz wskazywał 269 km/h (145 węzłów), a przechył na skrzydło zwiększył się do ponad 60 stopni, co z kolei spowodowało wejście samolotu w stan przeciągnięcia. Pomimo tego, że Holland lub McGeehan jednocześnie wysunął w maksymalne położenie prawe spojlery, wychylił w prawo ster kierunku i stery wysokości do góry, samolot nadal pozostawał w stanie przeciągnięcia, prezentując zachowanie zwane "przyśpieszającym przeciągnięciem". Zjawisko to zachodzi, gdy prędkość przeciągnięcia samolotu wzrasta bez zmniejszenia jego prędkości postępowej i jest spowodowane warunkami środowiskowymi i/lub wcześniejszym manewrem maszyny.
Z powodu przechyłu pod kątem 60 stopni lub większym, prędkość przeciągnięcia dla samolotu wynosiła około 272 km/h (147 węzłów), a jego prędkość postępowa w tym momencie była niższa i miała wartość około 269 km/h (145 węzłów). W celu wyprowadzenia maszyny ze stanu przeciągnięcia należało zwiększyć prędkość kosztem wysokości, co jednak w tym momencie było niemożliwe ze względu na zbyt niski pułap lotu. W konsekwencji maszyna uderzyła w ziemię.

### Wcześniejsze zachowanie Hollanda i reakcje dowódców USAF
Komisja dochodzeniowa stwierdziła, że osobowość Buda Hollanda bardzo mocno wpłynęła na rozwój wypadków. Z zeznań personelu USAF wynika, że Holland miał reputację pilota "agresywnego", często łamiącego regulaminy bezpieczeństwa lotów, a także inne przepisy. Łamanie zasad dotyczyło latania poniżej regulaminowego pułapu, przekraczania ograniczeń dotyczących przechyłów w czasie zakrętów i kątów wznoszenia. Ponadto pilot regularnie i wbrew przepisom parkował samochód w strefie zakazu parkowania w pobliżu budynku kwatery głównej bazy i nigdy nie zwrócono mu na to uwagi.
Jednym z wcześniejszych przypadków łamania przez Hollanda zasad było wykonanie w 1991 roku przez jego B-52 okręgu nad boiskiem softballa, na którym rozgrywano mecz z udziałem córki pilota. Rozpoczynając krąg na pułapie 760 metrów (2500 stóp), samolot Hollanda wykonał ewolucję z 65 stopniowym przechyłem. Podczas manewru opisany przez jednego ze świadków jako „spirala śmierci”, dziób samolotu opadał przez cały czas trwania manewru, a kąt przechyłu zwiększył się aż do 80 stopni. Maszyna straciła 300 metrów i dopiero wtedy Holland odzyskał nad nią kontrolę.

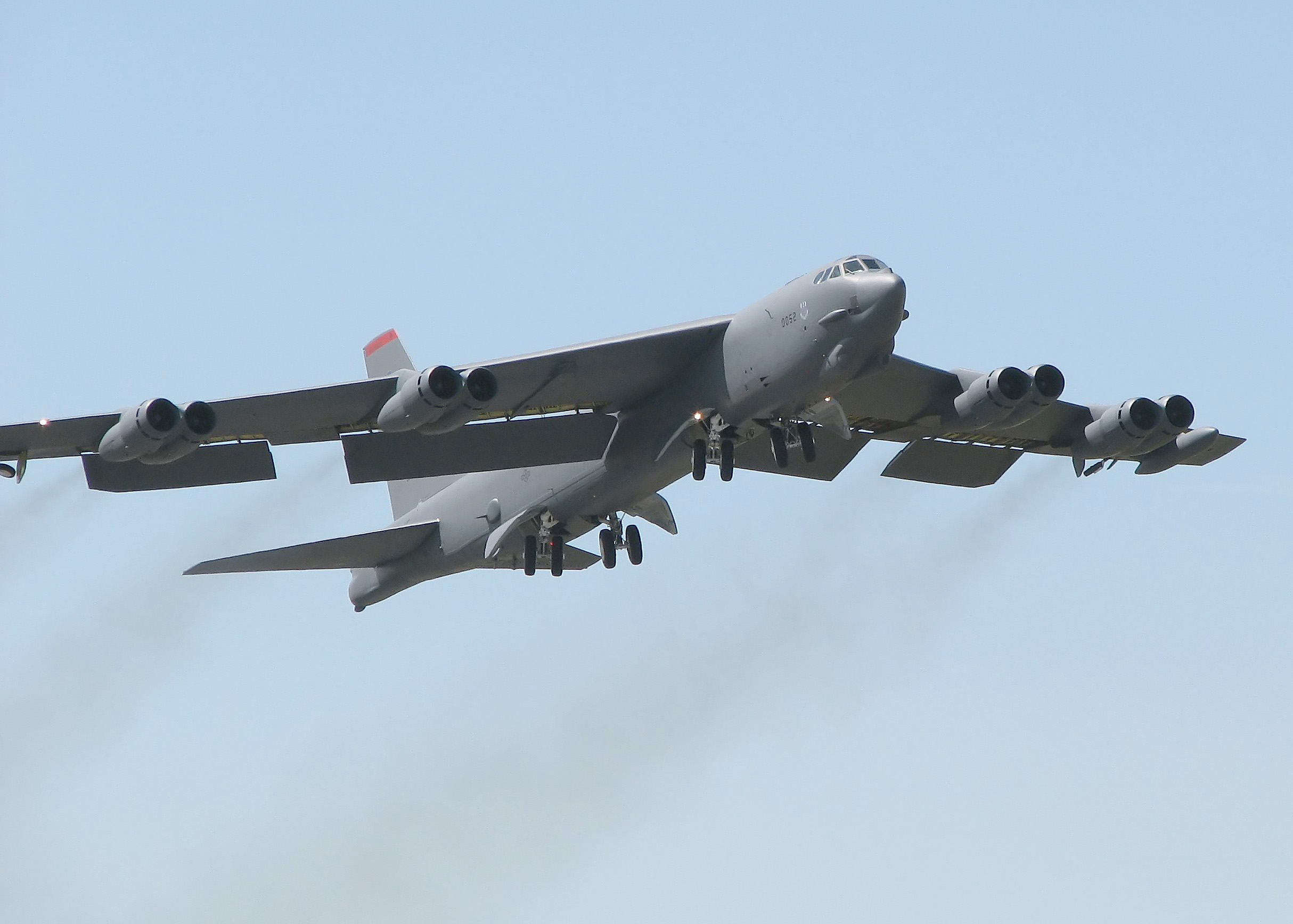
Start bombowca B-52H zgodnie z zasadami dotyczącymi kąta wznoszenia

19 maja 1991 podczas pokazów lotniczych w Fairchild dowódcą bombowca B-52 przeprowadzającego lot demonstracyjny był ppłk Holland. W czasie przelotu złamał on kilka zasad bezpieczeństwa, włączając w to przekroczenie kątów przechylenia i natarcia, przelot bezpośrednio nad widzami pokazu i prawdopodobnie przekroczenie minimalnego pułapu. Dowódca bazy i skrzydła, pułkownik Arne Weinman, wraz ze swoimi współpracownikami obserwował pokaz, ale najprawdopodobniej nie podjął żadnych działań.
Również 12 lipca 1991 Holland dowodził B-52 wykonującym przelot podczas ceremonii zmiany dowódcy 325 Eskadry Bombowej w Fairchild. Zarówno w czasie próbnego jak i oficjalnego przelotu samolot Hollanda leciał na pułapie mniejszym niż 30 m (100 stóp) – dużo poniżej minimalnej wysokości – zakręcał z przechyłem przekraczającym 45 stopni i ze zbyt dużymi kątami natarcia. Wykonał również ranwers (przewrót) – manewr, który wprawdzie nie jest zabroniony, ale nie zaleca się jego wykonywania tak dużymi maszynami, ze względu na możliwość uszkodzenia samolotu. Świadkami przelotu byli pułkownik Weinman i jego zastępca do spraw operacyjnych pułkownik Julich, którzy słownie upomnieli Hollanda, nie podejmując jednak żadnych kroków formalnych.
Podczas pokazu lotniczego w Fairchild, który odbył się 17 maja 1992 roku, Holland ponownie dowodził bombowcem B-52 wykonującym lot pokazowy. Podczas tego przelotu samolot Hollanda po raz kolejny złamał zasady bezpieczeństwa, włączając w to kilka ostrych zakrętów o przechyleniu ponad 45 stopni, wykonanych na niskim pułapie, oraz przekroczenie kątów wznoszenia ocenianego na ponad 60 stopni, które dodatkowo zostało zakończone ranwersem. Także w tym przypadku nowy dowódca skrzydła, pułkownik Michael G. Ruotsala, nie zrobił nic. Tydzień później nowy zastępca dowódcy do spraw operacyjnych, pułkownik Capotosti, z własnej inicjatywy ostrzegł Hollanda, że jeżeli jeszcze raz naruszy on zasady bezpieczeństwa, to zostanie uziemiony (pozbawiony prawa pilotowania samolotów bojowych). Capotosti nie zapisał w dokumentach ostrzeżenia udzielonego Hollandowi i nie podjął innego rodzaju formalnych kroków.
14 i 15 kwietnia 1993 Holland dowodził grupą dwóch bombowców B-52, których zadaniem bojowym było zrzucenie bomb niedaleko Guam na Oceanie Spokojnym. W czasie wspólnego lotu Holland przekroczył minimalną odległość między maszynami, zbliżając się niebezpiecznie do drugiego samolotu. Ponadto polecił nawigatorowi nagranie na wideo z wnętrza komory bombowej wypadających bomb, co również jest regulaminowo zakazane. Nawigator ten próbował później zwrócić uwagę trzech dowódców bazy Fairchild na to nagranie, jednak bez rezultatu. Pierwszy z nich, ówczesny dowódca 325 Eskadry Bombowej, podpułkownik Bullock, nie zrobił nic w tej sprawie, a prawdopodobnie próbował nawet wykorzystać nagranie przeciwko nawigatorowi w celu zaszantażowania go i zmuszenia do przyjęcia stanowiska oficera odpowiedzialnego za planowanie misji całego skrzydła. Drugi z oficerów, zastępca operacyjny dowódcy skrzydła, podpułkownik Harper, powiedział członkowi załogi, aby ten zataił dowody zajścia. Trzeci z kolei, zastępca dowódcy, rzekomo miał odpowiedzieć na zgłoszony problem słowami "Okey, nie chcę nic wiedzieć na temat tego nagrania. Nic mnie to nie obchodzi".
Kolejny raz Holland dowodził bombowcem B-52 wykonującym lot demonstracyjny 8 sierpnia 1993 na pokazie lotniczym w Fairchild. Tak jak wielokrotnie wcześniej, także teraz podczas lotu maszyna zaprezentowała zakręty o przechyleniu większym niż 45 stopni, przeloty na zbyt niskim pułapie i gwałtowne wznoszenie na dużym kącie natarcia. Kąt wznoszenia był tak ostry, że ze znajdujących się na skrzydłach zaworów zbiorników wypływało paliwo. Nowy dowódca skrzydła, generał brygady James M. Richards, i nowy zastępca dowódcy do spraw operacyjnych, pułkownik William E. Pellerin, choć obaj byli świadkami tego pokazu, nie podjęli żadnych działań w celu zdyscyplinowania pilota.
10 marca 1994 Holland dowodził misją treningową, wykonywaną przez jedną maszynę na poligonie bombowym w hrabstwie Yakima w stanie Washington, aby umożliwić znajdującemu się na ziemi autoryzowanemu fotografowi dokumentowanie maszyny zrzucającej amunicję szkoleniową. Minimalny pułap przelotu dozwolony nad tym obszarem to 150 metrów (500 stóp), ale podczas misji samolot Hollanda został sfilmowany przy przelocie nad granią na pułapie tylko 10 metrów. Później z obawy o swoje bezpieczeństwo, zespół fotografów przerwał filmowanie, ukrywając się przed samolotem Hollanda, który ponownie przeleciał nad grzbietem, ale tym razem na pułapie określanym jedynie na 1 metr (3 stopy). Drugi pilot samolotu zeznał, że to on pociągnął za wolant, uniemożliwiając Hollandowi uderzenie w grzbiet wzniesienia, podczas gdy dwaj członkowie załogi samolotu krzyczeli wielokrotnie do dowódcy, aby ten poderwał maszynę. Holland odpowiedział śmiechem i nazwał jednego z załogantów tchórzem.

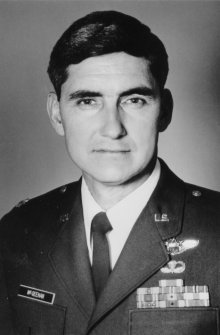
Mark McGeehan, dowódca eskadry, który zezwolił członkom podległej mu jednostki na latanie z Hollandem, jedynie w przypadku gdy on (McGeehan) będzie także na pokładzie samolotu

Po zakończeniu misji załoga bombowca zdecydowała, że już nigdy nie będzie latała z Hollandem i zaraportowała incydent dowództwu eskadry. Podpułkownik Mark McGeehan, pełniący funkcję dowódcy eskadry, zgłosił zajście Pellerinowi i zarekomendował uziemienie Hollanda. Pellerin jednak porozmawiał tylko z Hollandem, dając mu słowną reprymendę i ostrzegając przed powtarzaniem tego rodzaju zachowań, ale odmówił odsunięcia go od pełnienia służby w powietrzu. Także ten incydent, ani reprymenda nie zostały udokumentowane i nie dotarły do wiadomości przełożonych. W związku z obowiązkiem chronienia załóg samolotów McGeehan zdecydował, że będzie on drugim pilotem podczas wszystkich misji dowodzonych przez Hollanda. Istnieją dowody na to, że po tym incydencie pomiędzy Hollandem a McGeehanem istniała "wyczuwalna animozja".
W ramach przygotowań do air show w bazie Fairchild w 1994 roku, Holland został ponownie wybrany na dowódcę bombowca B-52, który miał wykonać przelot pokazowy. Plan lotu został zgłoszony nowemu dowódcy skrzydła pułkownikowi Williamowi Brooksowi 15 czerwca 1994 i znów zawierał on kilka figur naruszających ustalenia regulaminów, w tym głębokie zakręty, przeloty na niskim pułapie oraz strome wznoszenia. Brooks zakazał Hollandowi wykonywania zakrętów z przechyleniem większym niż 45 stopni i wznoszenia z kątami natarcia przekraczającymi 25 stopni. Podczas pierwszej próby, która odbyła się 17 czerwca 1994, Holland wielokrotnie naruszył te rozkazy, czego Brooks był świadkiem, ale nie podjął żadnych działań. Pellerin znajdował się podczas przelotu na pokładzie samolotu Hollanda i po wylądowaniu zaraportował Brooksowi, że "według niego przelot wygląda dobrze, jest bardzo bezpieczny i nie przekracza zabronionych parametrów". Następny lot ćwiczebny wykonany 24 czerwca skończył się katastrofą.

### Pozostałe czynniki
Plan pokazowego lotu dowodzonej przez Hollanda maszyny zawierał 360-stopniowy zakręt (krąg) dookoła wieży kontrolnej lotniska w Fairchild, manewr, którego nie wykonywał on nigdy wcześniej podczas imprez typu air show. Podczas ostatniego lotu Holland wykonał serię ostrych zakrętów z przechyłem 60 stopni oraz szybkie wznoszenie pod kątem 68 stopni, naruszając rozkazy wydane przez Brooksa. Nie ma dowodów na to, że McGeehan lub Wolff próbowali interweniować w momencie gdy Holland wykonywał te manewry.
Zgodnie ze wstępnymi ustaleniami w przelocie miał uczestniczyć również pułkownik Pellerin, tak samo jak podczas lotu z dnia 17 czerwca, ale ze względu na jego nieobecność w dniu 24 czerwca miejsce to zajął pułkownik Wolff. Zbyt późne zawiadomienie o przydziale do załogi bombowca uniemożliwiło
Wolffowi uczestnictwo w odprawie przedstartowej, zapoznanie się z planem lotu i wniesienie ewentualnych poprawek przed startem, gdyż wszedł on na pokład maszyny już po uruchomieniu silników.
Ponadto wszyscy członkowie załogi znajdujący się na pokładzie B-52 mieli zbyt mało wylatanych godzin w miesiącach przed wypadkiem i najwidoczniej do ostatniej chwili przed wypadkiem nie zdawali sobie sprawy z tego, że maszyna zaczęła spadać. Dowodem na to może być brak jakiejkolwiek próby wyprowadzenia maszyny ze stanu przeciągnięcia poprzez zastosowanie standardowych procedur. Pomimo to komisja badająca katastrofę stwierdziła, że nawet po zastosowaniu właściwych czynności samolot był zbyt nisko, aby udało się zapobiec zderzeniu z ziemią.
Cztery dni przed katastrofą w bazie Fairchild zaszło zdarzenie, które mogło mieć wpływ na stan emocjonalny pracowników jednostki. 20 czerwca emocjonalnie rozchwiany były żołnierz USAF wszedł do szpitala w bazie i zastrzelił pięciu ludzi, a wielu ranił, zanim sam został zabity przez żołnierza żandarmerii wojskowej. Strzelanina ta mogła być powodem rozkojarzenia personelu stacjonującego w bazie Fairchild jeszcze przez pewien czas po zdarzeniu.

### Wnioski
Dochodzenie w sprawie wypadku wykazało, że łańcuch zdarzeń prowadzących do katastrofy był związany głównie z osobowością i zachowaniem Hollanda, brakiem reakcji jego przełożonych z USAF na naganne zachowania pilota oraz przebieg zdarzeń podczas ostatniego lotu. Lekceważenie przez Hollanda procedur bezpieczeństwa w czasie lotów na samolotach B-52 oraz brak jasnej i wyraźnej reakcji ze strony jego przełożonych pozwoliły mu wierzyć, że może on wykonać manewr zakrętu dookoła wieży kontrolnej w sposób niebezpieczny – na zbyt niskim pułapie, pod bardzo dużym kątem i przy niskiej prędkości, co było wymuszone bliskością strefy zakazu lotów.
Na feralny przebieg ostatniego lotu Hollanda miały wpływ również inne czynniki: wymuszony nowy manewr (krąg wokół wieży), nieadekwatne przygotowanie przedstartowe pułkownika Wolffa, a także ogólne rozkojarzenie w bazie spowodowane strzelaniną sprzed czterech dni. Suma tych czynników w połączeniu z niebezpiecznym i ryzykownym stylem pilotażu Hollanda doprowadziła do powstania warunków, w których mogło dojść do wypadku. Ostatecznym elementem tego łańcucha zdarzeń był wiatr od tyłu o prędkości 10 węzłów (16 km/h), który, działając na pochylony w zakręcie samolot, przyśpieszył przeciągnięcie, co w konsekwencji doprowadziło do katastrofy.

## Następstwa wypadku
W toku dochodzenia 19 maja 1995 pułkownik Pellerin został przez sąd wojskowy sił powietrznych uznany winnym dwukrotnego zaniedbania obowiązków służbowych, a właściwie braku ich należytego wykonywania, co zostało uznane za przyczynek do katastrofy. Wyrokiem sądu został on skazany na grzywnę w postaci potrącenia 1500 dolarów z żołdu przez 5 kolejnych miesięcy oraz udzielono mu pisemnej nagany. Siły powietrzne nie ujawniły, czy jakiś inny oficer zaangażowany w łańcuch zdarzeń prowadzący do katastrofy został ukarany na drodze administracyjnej bądź dyscyplinarnej. Krytycy stanu bezpieczeństwa w USAF wymieniają wypadek jako jaskrawy przykład problemów związanych z naruszaniem procedur bezpieczeństwa w amerykańskich siłach powietrznych.
Jakkolwiek komisja badająca wypadek stwierdziła istnienie odpowiednich przepisów i procedur bezpieczeństwa mających na celu zapobieganie tego typu katastrofom, sam fakt rozbicia się samolotu pokazał, że w co najmniej w jednym przypadku egzekwowanie poziomu bezpieczeństwa było niewystarczające. Aby ponownie podkreślić znaczenie przestrzegania obowiązujących zasad bezpieczeństwa i konieczność korygowania działań każdego, kto kiedykolwiek je narusza, siły powietrzne szybko rozpowszechniły wnioski płynące z raportu komisji badającej katastrofę. Obecnie zdarzenie to jest wykorzystywane podczas szkoleń zarówno przez wojskowe i cywilne środowiska lotnicze, a sam zapis katastrofy jest często prezentowany jako przykład znaczenia egzekwowania zasad i procedur bezpieczeństwa przez nadzór oraz ważności ich przestrzegania i działania zgodnie z nimi przez personel lotniczy.